# Sanacht
Sanacht was de eerste koning (farao) van de 3e dynastie. Er zijn aanwijzingen dat hij ook onder andere namen bekend is (zie Nebka). Sanacht is de Horusnaam van de farao en betekent: "De (zegevierende) beschermer"; "Nebka" betekent: "De heer van de ka".

## Regering
Was waarschijnlijk een broer van zijn meer bekende opvolger Djoser. Zijn afstamming is onzeker, doch hij is naar alle waarschijnlijkheid aan de macht gekomen door een huwelijk met een dochter van Chasechemoey, de laatste koning van de 2e dynastie.
Volgens Manetho regeerde Sanacht 28 jaar, volgens de chronologie van het werk van Jürgen von Beckerath Chronologie des pharaonischen Ägypten regeerde hij 17 jaar (2707 - 2690 v.Chr.)

### Bouwwerken
- De Steen van Palermo spreekt van het bouwen van een tempel in jaar 13 van zijn regering.
- Een beeld van Chasechemoei in jaar 16
- Een schip gemaakt in jaar 18.

### Bewijzen / documenten
- Fragment van een reliëf in zandsteen uit de Wadi Maghara in de Sinaï dat de koning voorstelt als overwinnaar. Hij draagt de desjret (de rode kroon van Neder-Egypte).
- Zijn geboorteplaats was waarschijnlijk de ommuring bij Abu Roash.

## Galerij

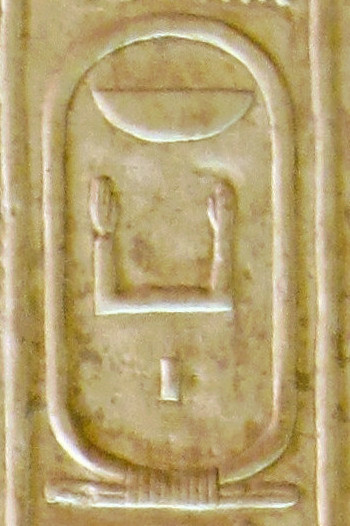
Cartouche uit de Turijnse of Abydos koningslijst
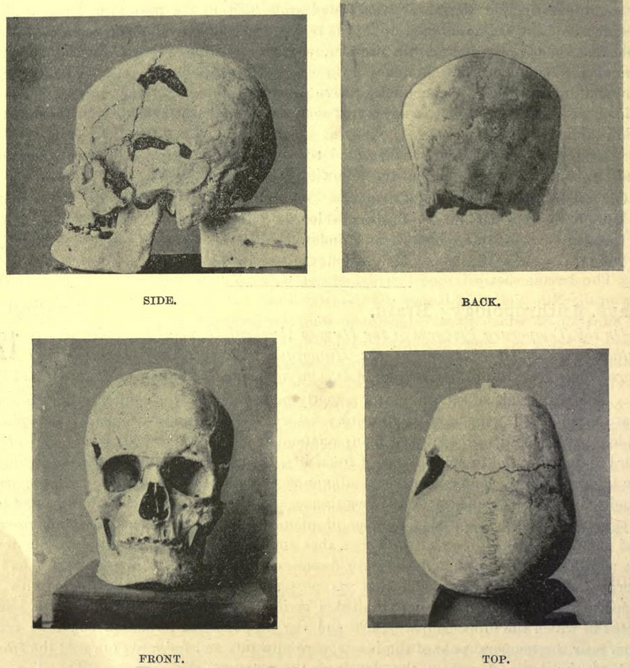
Vermoedelijke schedel van Sanacht
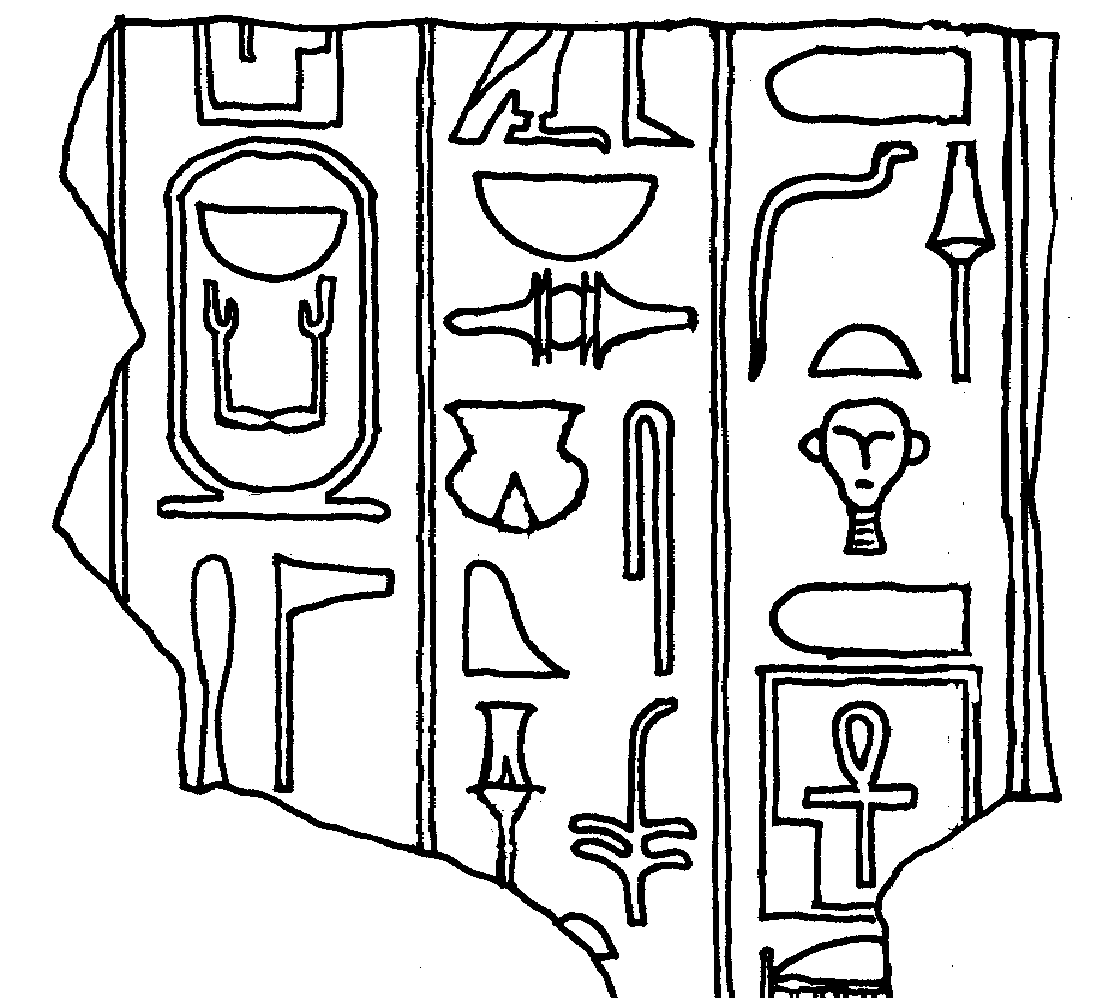
Reliëf met cartouche van Nebka
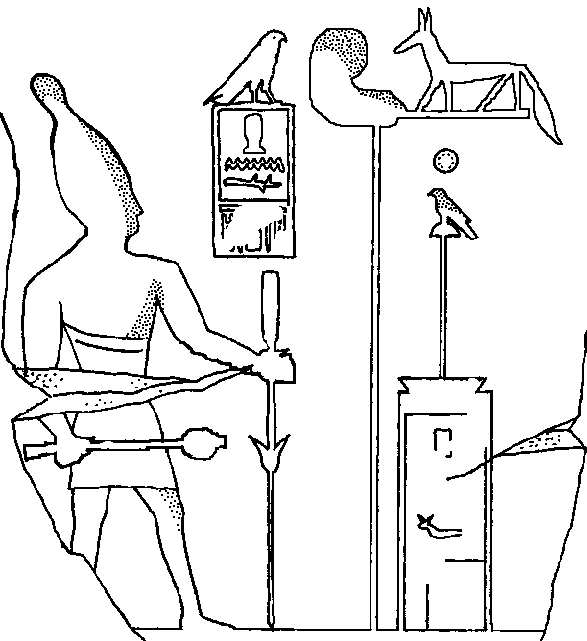
Reliëf van Sanacht te Wadi Maghara
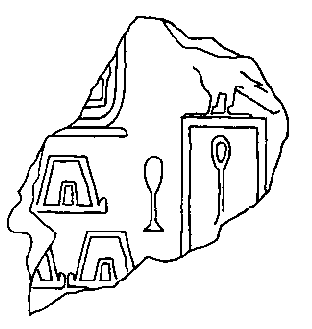
Zegel van Sanacht